# Stonham Aspal
Stonham Aspal est un village et une paroisse civile du Suffolk, en Angleterre.